# Kolp (Suda)
Der Kolp (russisch Колпь) ist ein rechter Nebenfluss der Suda in den russischen Oblasten Leningrad und Wologda.
Der Kolp hat seinen Ursprung in dem kleinen See Ekschosero auf den Wepsowsker Höhen in der Oblast Leningrad nahe der Grenze zur Oblast Wologda. Er fließt anfangs in überwiegend südlicher Richtung, wendet sich später nach Osten.
Die Kleinstadt Babajewo liegt am Flusslauf. 
Der Kolp durchfließt die Mologa-Scheksna-Niederung.
Schließlich trifft der Kolp auf die Suda, 57 km oberhalb deren Mündung in den Rybinsker Stausee.
Der Kolp hat eine Länge von 254 km. Er entwässert ein Areal von 3730 km².
Die Schneeschmelze leistet einen wesentlichen Anteil am Jahresabfluss.
Im April und Mai kommt es zum Frühjahrshochwasser.
Der mittlere Abfluss 30 km oberhalb der Mündung beträgt 25,2 m³/s.
Im November gefriert der Kolp. In der zweiten Aprilhälfte / Anfang Mai ist er wieder eisfrei.
Wichtigste Nebenflüsse des Kolp sind Wescharka von links und Krupen von rechts.
Zumindest früher wurde auf dem Kolp Flößerei betrieben.